# Corpus de Canterbury
El Corpus de Canterbury és una col·lecció de fitxers pensada per fer servir com a Benchmark per provar algoritmes de compressió sense pèrdua. Es va crear l'any 1997 a la Universitat de Canterbury per reemplaçar el corpus de Calgary. Els fitxers van ser seleccionats basant-se en la seva capacitat de proporcionar resultats de rendiment representatius.

## Continguts
En la seva forma més utilitzada, el corpus consisteix en 11 fitxers, seleccionats de diferentes classes de documents, ocupant un total de 2.810.784 bytes.
| Mida (bytes) | Nom de l'arxiu | Descripció                   |
| ------------ | -------------- | ---------------------------- |
| 152.089      | alice29.txt    | Text en anglès               |
| 125.179      | asyoulik.txt   | Shakespeare                  |
| 24.603       | cp.html        | Codi Font HTML               |
| 11.150       | fields.c       | Codi Font C                  |
| 3.721        | grammar.lsp    | Codi Font LISP               |
| 1.029.744    | kennedy.xls    | Full de càlcul Excel         |
| 426.754      | lcet10.txt     | Redacció tècnica             |
| 481.861      | plrabn12.txt   | Poesia ( El paradís perdut ) |
| 513.216      | ptt5           | Conjunt de proves del CCITT  |
| 38.240       | suma           | Executable SPARC             |
| 4.227        | xargs.1        | Pàgina de manual de GNU      |

La Universitat de Canterbury també ofereix els següents corpus. És possible que s'afegeixin fitxers addicionals, per tant els resultats han de ser reportats per cada fitxer individual.
- El Corpus Artifical, un conjunt de fitxers amb dades "artificials" dissenyat per provocar comportaments patològics o escenaris del pitjor cas.
- El Corpus Gran, un conjunt de fitxers grans (mida megabyte). Conté un genoma de E. coli, una còpia de la Bíblia del rei Jaume, i el llibre de CIA World Factbook
- El Corpus Miscel·lani. Conté un milió de dígits de pi